# 이스트그린스테드

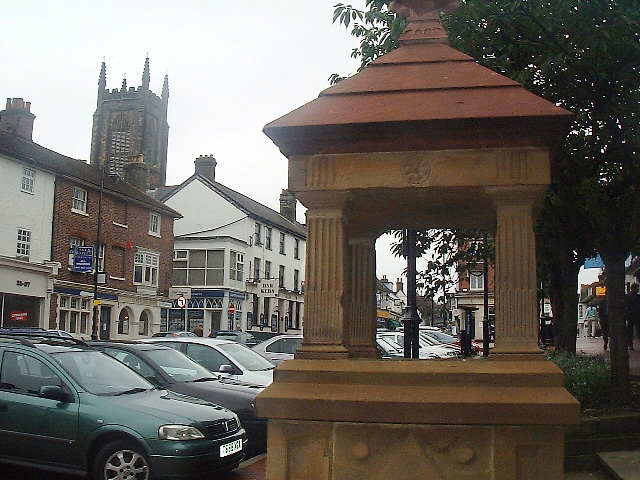
하이 스트리트의 모습

이스트그린스테드(East Grinstead)는 잉글랜드 웨스트서식스주에 위치한 타운이자 행정 교구이다. 켄트주와 이스트서식스 주 경계에 위치한다. 런던에서 남쪽으로 43km, 브라이턴에서 북쪽으로 34km 떨어진 곳에 위치한다. 2001년 기준으로 인구는 23,942명이다.